# Jean-Émile Courtois
Pour les articles homonymes, voir Courtois.
Jean-Émile Courtois, né le 6 mars 1907 à Paris où il est mort le 9 décembre 1989,,, est un pharmacien des Hôpitaux et de l'Université de Paris.

## Biographie
Il fit ses études secondaires au collège de Saulieu, ville d'où est originaire sa famille. Depuis trois générations, ses ancêtres ont été pharmaciens de ce bourg de Côte-d'Or. Il poursuit ses études de pharmacie à Paris. En 1927, il est reçu au concours de l'Internat des hôpitaux. En 1930, il obtint simultanément les diplômes de pharmacien et de licencié ès sciences. En 1931, Il est lauréat de la médaille d'or. En 1932, il réussit brillamment le concours de pharmacien des hôpitaux de Paris. Il exerça ses fonctions jusqu'en 1978.
Attiré par la chimie biologie, il obtint un doctorat d'université dans le laboratoire du Pr. P. Fleury ; puis en 1938 le doctorat d'État ès sciences physiques. Il gravit tous les échelons de la carrière universitaire. En 1955, il succède au Pr. P. Fleury.
Il joua un rôle majeur au sein de la Société Française de Chimie Biologique, dont il fut le secrétaire général de 1953 à 1969, avant d'en être le président. Il fonda aussi la Société Française de Biologie Clinique.

## Distinctions
- Président de la Société française de chimie biologique
- Président de la Société française de biologie clinique
- Président de Fédération internationale de chimie clinique
- Membre de l'Académie nationale de médecine et de l'Académie nationale de pharmacie
- Docteur honoris causa de l'université de Madrid et de l'université de Gand[2]
- Officier de la Légion d'honneur[Quand ?]
- Officier de l'ordre national du Mérite
- Commandeur de l'ordre des Palmes académiques